# Pierre Lefaucheux
Pour les articles homonymes, voir Lefaucheux.
Pierre-André Lefaucheux, né le 30 juin 1898 à Triel-sur-Seine, et mort le 11 février 1955, est un industriel français et un Compagnon de la Libération.

## Biographie

### Origine familiale
Arrière-petit-fils de l'inventeur Casimir Lefaucheux, Pierre Lefaucheux naît à Triel en 1898. Il est le second des quatre enfants d'André Lefaucheux et de Madeleine Dulac.

### Jeunesse
Engagé volontaire, il rejoint le front en septembre 1917 en tant que canonnier, aspirant puis sous-lieutenant Il est cité deux fois et reçoit la croix de guerre. De retour à la vie civile, il intègre l'École centrale des arts et manufactures dont il est diplômé en 1922.

### Début de carrière
Il commence sa carrière à la Compagnie des chemins de fer du Nord, puis chez Dyle et Bacalan. Mais c'est à la Compagnie générale de construction de fours qu'il effectue l'essentiel de sa carrière avant guerre, de 1925 à 1939. Il occupera à la fin la fonction de directeur.
En parallèle, il commence en 1929 une thèse de doctorat qu'il soutiendra en 1935: La peseta et l'économie espagnole depuis 1928.

### Seconde Guerre mondiale
La guerre change le cours de la vie de Lefaucheux, qui est remobilisé en 1939 comme capitaine d'artillerie et nommé en janvier 1940 directeur de la Cartoucherie du Mans. Mais c'est aussi et surtout son implication dans la Résistance (sous le nom de « Gildas ») qui va avoir des conséquences importantes.
Membre de l'Organisation Civile et Militaire (OCM), il rejoint les FFI et, à la suite de l'arrestation de plusieurs de ses chefs, devient le chef des FFI de la Région Parisienne de mars 1944 à son arrestation début juin 1944,,. Par ailleurs, il est le « 9e sage de la Résistance », dernier membre du Comité Général d'Études (CGE), l'organisme créé par Jean Moulin pour penser l'après-guerre.
Arrêté par le SD de la rue des Saussaies le 3 juin 1944 lors d'une réunion clandestine,,, interné à Fresnes,, puis déporté à Buchenwald par le dernier convoi allemand quittant la région parisienne le 15 août 1944 (« convoi des 57000 »),,, il ne doit son salut qu'à l'action de sa femme Marie-Hélène Lefaucheux (née Postel Vinay, qu'il a épousée en 1925) : elle parvient à convaincre un membre de la Gestapo de le faire transférer à Metz pour interrogatoire complémentaire,. Le nazi, de retour dans une ville désertée à cause de l'avancée du front, abandonne son prisonnier,,.

### A la tête de Renault
De retour à Paris en septembre 1944, il est nommé le 4 octobre administrateur provisoire des Usines Renault réquisitionnées. Puis, après la nationalisation de Renault le 15 janvier 1945, il en devient officiellement le PDG le 7 mars 1945.
Sous sa direction, il fera de la Régie Renault le premier constructeur français d'automobiles et l'un des premiers en Europe. Il prendra la décision de lancer la 4CV, la Frégate mais aussi la Dauphine et préparera la « toute petite voiture » que sera la R4.
Il fera également construire l'usine Renault de Flins et préparera celle de Cléon. Il est aussi le père de ce qui sera connu sous le nom de l'« accord Renault de 1955 », signé par son successeur en septembre.

### Décès

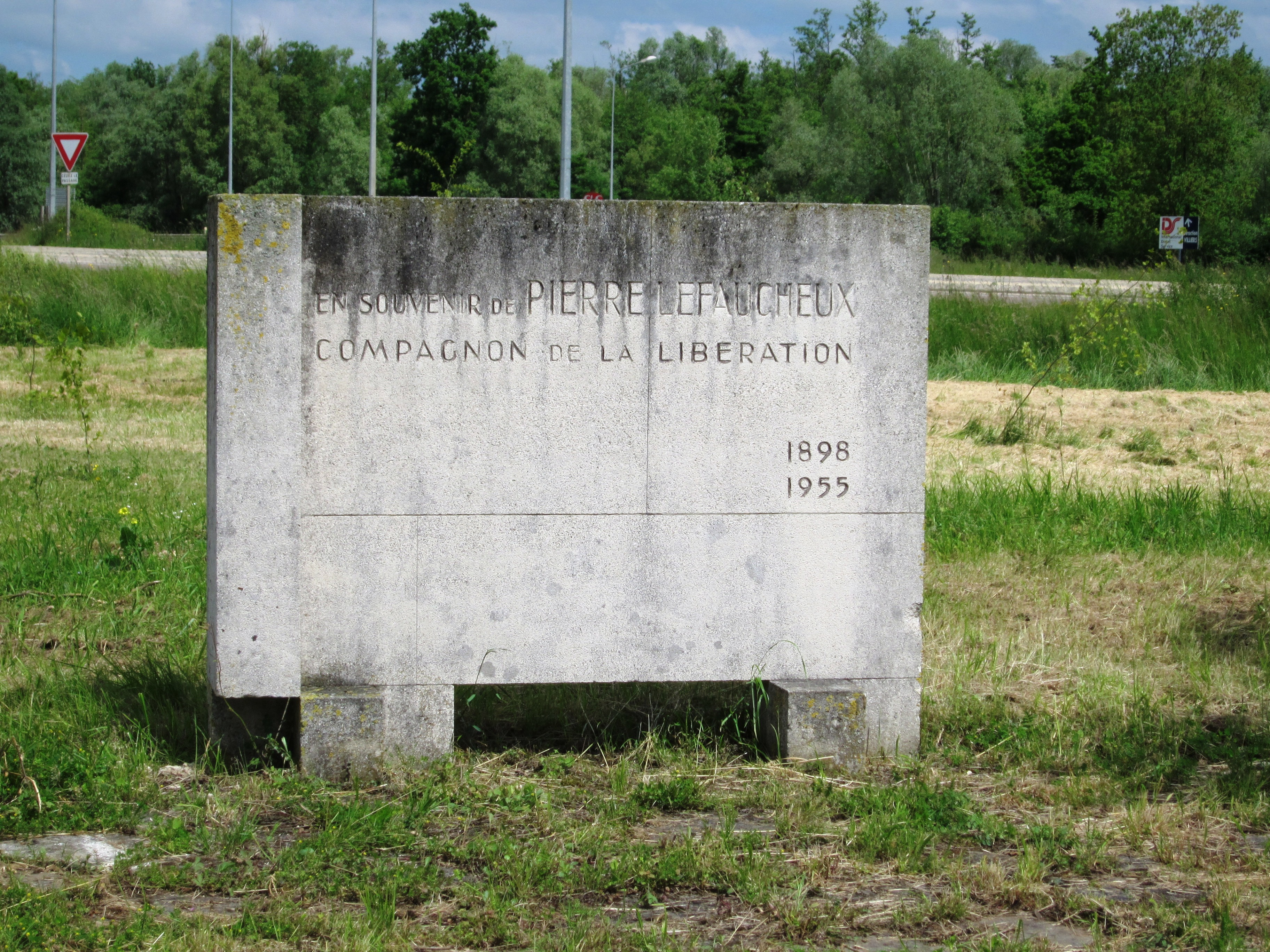
Monument dédié à Pierre Lefaucheux, sur le site de l'accident de voiture qui lui fut fatal en 1955. Le monument se situe au bord de l'autoroute à l'ouest de Saint-Dizier, le site réel de l'accident ayant été lourdement modifié à la suite d'une vaste refonte de l'intersection.

Alors que l'entreprise amorce un âge d'or (tous les indicateurs étant au vert depuis le second semestre de 1953), il est prévu que Pierre Lefaucheux en fasse une présentation aux étudiants catholiques de Strasbourg le 11 février 1955. Automobiliste passionné, il décide au dernier moment de voyager en voiture malgré les conditions particulièrement inclémentes. Il place sa valise non pas dans le coffre, mais sur le siège arrière de sa Renault Frégate.
Approchant de Saint-Dizier par l'ouest, sur la Route Nationale 4 (N4), il est surpris par une pancarte de déviation temporaire et braque au dernier moment pour suivre la route imposée, tentant de freiner sur ce qui s'avère être une plaque de verglas. Après plusieurs tonneaux, le véhicule termine sa course dans un champ. Il est en grande partie intact ainsi que l'habitacle, mais la valise de Lefaucheux a quitté le siège arrière et lui a brisé la nuque. On retrouvera dans sa poche le billet de train, inutilisé, qu'il avait initialement acheté.
Comme 30 ans plus tard lors de celle, criminelle, de Georges Besse, sa disparition provoqua un choc considérable dans l’entreprise et en France. À Saint-Dizier, mis en cause, André Penin, ingénieur chargé de la subdivision des Ponts et Chaussées, réussit à prouver aux enquêteurs que le panneau avait été bien placé et que seules la vitesse excessive et une plaque de verglas étaient responsables de l'accident.
Un monument à la mémoire de Lefaucheux a été érigé sur le bord de la N4 près de Saint-Dizier. L'usine Renault de Flins a été rebaptisée en son honneur ainsi qu'un boulevard au Mans. La promotion 2016 de l'École centrale des arts et manufactures a été baptisée en son honneur. Il est enterré à Saint-Quentin-des-Prés (Oise).
Site du monument dédié à Pierre Lefaucheux : 48° 38′ 26,559″ N, 4° 55′ 03,52″ E

## Décorations
- Officier de la Légion d'honneur par décret du 11 avril 1951 (chevalier du 16 octobre 1946)[1]
- Compagnon de la Libération par décret du 18 Janvier 1946
- Croix de guerre 1914-1918 (2 citations à l'ordre de la Division)[1]
- Commandeur de l'ordre de l'Économie nationale (1954)[10]